# Beryloza
Beryloza (przewlekła choroba berylowa, berylioza, ang. berylliosis, chronic beryllium disorder, CBD) –  przewlekła choroba zawodowa wynikająca z zatrucia berylem, przede wszystkim spowodowana kontaktem z pyłem berylowym. Dotyczy uszkodzeń układu oddechowego, przede wszystkim płuc, ale mogą występować także obrażenia skóry. Klinicznie bardzo przypomina sarkoidozę. 
Za wywołujące ostrą berylozę uważa się stężenie powyżej 100 μg/m³. Wdychanie niskich stężeń powoduje berylozę w formie przewlekłej, np. przewlekłej choroby ziarniniakowej, objawiającą się upośledzeniem funkcji oddechowych (dusznościami, kaszlem), i innymi symptomami, w tym utratą wagi. Ma ona charakter odpowiedzi alergicznej. Uczulenie na beryl dotyczy około 16% populacji. Nadwrażliwość na beryl jest typu komórkowego; beryl indukuje proliferację limfocytów T CD4+, uwalnianie cytokin, rekrutację makrofagów i tworzenie ziarniniaków.
Formę kliniczną przewlekłej berylozy opisali pierwszy raz Hardy i Tabershaw w 1946, u pracowników wytwarzających lampy fluorescencyjne.
Leczenie polega na długotrwałym podawaniu glikokortykosteroidów.
Grupą narażoną zawodowo na schorzenie są pracownicy zajmujący się obróbką stopów berylowo-miedziowych i berylowo-niklowych. W przemyśle ostra beryloza w zasadzie nie występuje od lat 50. XX wieku, dzięki wyznaczeniu ścisłych limitów obecności berylu w środowisku pracy. W takiej formie zdarza się niemal jedynie w sytuacjach wypadków.